# Buk M1
Buk-missilet ((russisk): Бук-М1 = bøgetræ, Pentagon- og NATO-rapporteringsnavne SA-11 Gadfly, den maritime udgave er betegnet SA-N-7 Gadfly) er et sovjetiskudviklet mellemdistance jord til luft-missilsystem med raketmotor og radarstyring. Systemet blev konstrueret til brug mod jagerfly, helikoptere og krydsermissiler. Det blev indfaset i 1980 i de sovjetiske militære styrker og efterfølgeren til missilsystemet Kub (SA-6 Gainful). Fire soldater er nok til at betjene systemet.
Missilsystemet blev kendt af offentligheden efter at det nedskød et malaysisk passagerfly med 298 ombordværende under kampene i Østukraine i 2014.

## Buk-M1
En videreudvikling af det oprindelige missil er benævnt Buk-M1 og har større rækkevidde og nyere elektronik.
Hvert missil er 5,55 meter langt, vejer 690 kg og medfører et relativt kraftig fragmentationssprænghoved på 70 kg. Missilet er ikke designet til at træffe sit mål direkte, det skal derimod detonere i umiddelbar nærhed af målet, hvor det er designet til at fragmentere og sende sprængstykker ud i alle retninger. Disse sprængstykker vil typisk volde stor skade på målet. Fremdriften sker ved hjælp af en startmotor med fast brændstof. Efter at startmotoren er udbrændt bliver det tomme hylster til et forbrændingskammer for en ramjet-motor, som drives af flydende brændstof. Dette giver missilet en god rækkevidde i forhold til størrelsen, og en høj accelerationshastighed i affyringsfasen. Farten kommer op på tre gange lydens hastighed.
En forbedret variant hedder Buk-M1-2.

### Nedskydningssandsynligheder
Følgende nedskydningssandsynligheder forventes at gælde:
- 0,6 – 0,9 mod fly
- 0,3 – 0,7 mod helikoptere
- 0,4 mod krydsermissiler

Et Buk M1-batteri kræver fem minutters klargøringstid før det er klar til at bekæmpe mål og er klar til transport efter 5 minutter. Den mindste reaktionstid fra målsporing til affyring er 22 sekunder.

## Systemet
Til det landbaserede system anvendes to bæltekøretøjer: 
- Missilkøretøj med fire affyringsramper og ekstra missiler ((engelsk): TEL, transporter erector launcher).
- Ildledelsesradar til støtte for TEL ((engelsk): TAR, target acquisition radar).

Der er også udviklet en udgave af systemet hvor begge køretøjers funktion er kombineret i en enkelt platform:
- Autonomt missilkøretøj med fire affyringsramper og radar ((engelsk): TELAR, transporter erector launcher and radar).

## Eksterne link
- Wikimedia Commons har flere filer relateret til Buk M1
- SA-11 Gadfly hos www.fas.org Arkiveret 4. april 2008 hos  Wayback Machine
- Buk-M1-2 (SA-17 GRIZZLY) hos globalsecurity.org
- BUK-M1 hos youtube.com

Oversat fra norsk Wikipedia.